# Centrale hydroélectrique d'Ottmarsheim
La centrale hydroélectrique d'Ottmarsheim est une centrale hydroélectrique au fil de l'eau sur le Rhin à Ottmarsheim dans le Haut-Rhin. Il s'agit de la deuxième centrale hydroélectrique sur le Rhin franco-allemand. Elle se situe sur le Grand Canal d'Alsace à l'aval de la Centrale de Kembs et à l'amont de la Centrale hydroélectrique de Fessenheim,.

## Écluse et navigation fluviale
En amont de la centrale électrique, sur le Grand Canal d'Alsace, une écluse à deux sas permet la continuité de la navigation fluviale des Pays-Bas jusqu'à Bâle.